# Nicolás Díaz (Fußballspieler)
Nicolás Andrés Díaz Huincales (* 20. Mai 1999 in San Ramón, Santiago) ist ein chilenischer Fußballspieler, der beim mexikanischer Erstligisten Club Tijuana unter Vertrag steht. Der Innenverteidiger spielte auch 5 mal für die chilenische Fußballnationalmannschaft.

## Karriere

### Verein
Der in San Ramón, Santiago geborene Nicolás Díaz entstammt der Jugendausbildung des Hauptstadtvereins CD Palestino, wo der Innenverteidiger zur Transición 2017 – Die Übergangssaison aufgrund des Wechsels zur Jahressaison – in die erste Mannschaft befördert wurde. Am 15. August 2017 (3. Spieltag der Transición) debütierte er beim 1:1-Unentschieden gegen den CSD Colo-Colo in der höchsten chilenischen Spielklasse, als er in der 75. Spielminute für Eric Pino eingewechselt wurde. In diesem Spieljahr bestritt er vier Ligaspiele und in den darauffolgenden Saisons war stand er bereits 33 Mal für die Árabes auf dem Platz, galt dabei aber niemals als unumstrittener Stammspieler. Am 22. Mai 2019 erzielte er bei der 1:2-Auswärtsniederlage gegen den Zulia FC in der Copa Sudamericana seinen einzigen Treffer im Trikot des CD Palestino.
Am 17. Januar 2020 wechselte Díaz zum mexikanischen Erstligisten Monarcas Morelia, wurde aber umgehend bis zum 1. Juli 2020 wieder an den CD Palestino ausgeliehen. Aufgrund der COVID-19-Pandemie kam er in der Spielzeit 2020 nur zu vier Ligaeinsätzen.
Nachdem der neu gegründete Mazatlán FC zur Spielzeit 2020/21 die Lizenz von Monarcas Morelia einnahm, wurde Díaz im Juni 2020 als erster Spieler der Vereinsgeschichte bekanntgeben. Am 28. Juli 2020 (1. Spieltag der Apertura) stand er bei der 1:4-Heimniederlage gegen den Puebla FC in der Startformation. Sein erstes Ligator gelang ihm am 25. August (6. Spieltag der Apertura) bei der 3:4-Auswärtsniederlage gegen den CF Pachuca.
Im Sommer 2022 wechselte der Chilene zu Club Tijuana.

### Nationalmannschaft
Díaz nahm mit der chilenischen U20-Nationalmannschaft an der U20-Südamerikameisterschaft 2019 im eigenen Land teil, wo er in allen vier Gruppenspielen auf dem Platz stand. Im Juni 2019 und Januar 2020 stand er anschließend fünf Mal für die U23 auf dem Platz.
Am 9. Oktober 2020 debütierte er bei der 1:2-Auswärtsniederlage gegen Uruguay in der Qualifikation zur Weltmeisterschaft 2022 in Katar für die A-Nationalmannschaft.

## Persönliches
Bereits Nicolás Díaz Vater Ítalo war Fußballspieler auf der Position des Innenverteidigers. Auf dieser Position bestreitet auch sein fast fünf Jahre älterer Bruder Paulo Fußballspiele.